# استان کاخامارکا
استان کاخامارکا (به اسپانیایی: Provincia de Cajamarca) یک استان در پرو است که در منطقه کاخامارکا واقع شده‌است. استان کاخامارکا ۲٬۹۷۹٫۷۸ کیلومتر مربع مساحت و ۳۴۸٬۴۳۳ نفر جمعیت دارد و ۲٬۷۲۰ متر بالاتر از سطح دریا واقع شده‌است.